# 鲃肺汤
鲃肺汤是中国苏州苏帮菜的著名传统菜式。以太湖鲃鱼（泡泡鱼）的肝脏及两侧嫩肉为原料，加高汤、绍酒、胡椒粉、火腿、香菇、笋片和豌豆苗。该菜式口感鲜嫩。1927年于右任曾作诗赞美木渎镇石家饭店的鲃肺汤。传统上此菜式为夏秋季时令食品。